# La Française des Jeux (wielerploeg)/2005
Deze pagina geeft een overzicht van de wielerploeg La Française des Jeux in 2005.
| Naam                 | Geboortedatum | Nationaliteit | Ploeg 2004                 |
| -------------------- | ------------- | ------------- | -------------------------- |
| Ludovic Auger        | 17-02-1971    | Frankrijk     | Auber 93                   |
| Freddy Bichot        | 09-09-1979    | Frankrijk     |                            |
| Sandy Casar          | 02-02-1979    | Frankrijk     |                            |
| Baden Cooke          | 12-10-1978    | Australië     |                            |
| Carlos Da Cruz       | 20-12-1974    | Frankrijk     |                            |
| Mickaël Delage       | 06-08-1985    | Frankrijk     | (espoirs)                  |
| Christophe Detilloux | 03-05-1974    | België        | Lotto-Domo                 |
| Rémy Di Gregorio     | 31-07-1985    | Frankrijk     | VC La Pomme (espoirs)      |
| Bernhard Eisel       | 17-02-1981    | Oostenrijk    |                            |
| Frédéric Finot       | 20-03-1977    | Frankrijk     | Jean Delatour              |
| Arnaud Gérard        | 10-06-1984    | Frankrijk     | Maître Jacques (espoirs)   |
| Philippe Gilbert     | 05-07-1982    | België        |                            |
| Frédéric Guesdon     | 14-10-1971    | Frankrijk     |                            |
| Lilian Jégou         | 20-01-1976    | Frankrijk     | Crédit Agricole            |
| Thomas Lövkvist      | 04-04-1984    | Zweden        |                            |
| Bradley McGee        | 24-02-1976    | Australië     |                            |
| Ian McLeod           | 03-10-1980    | Zuid-Afrika   | HSBC                       |
| Christophe Mengin    | 03-09-1968    | Frankrijk     |                            |
| Cyrille Monnerais    | 24-08-1983    | Frankrijk     | Jean Floc'h (espoirs)      |
| Francis Mourey       | 08-12-1980    | Frankrijk     |                            |
| Mark Renshaw         | 22-10-1982    | Australië     |                            |
| Jérémy Roy           | 22-06-1983    | Frankrijk     |                            |
| Fabien Sanchez       | 30-03-1983    | Frankrijk     |                            |
| Benoît Vaugrenard    | 05-01-1982    | Frankrijk     |                            |
| Jussi Veikkanen      | 29-03-1981    | Finland       | VC Roubaix Lille (espoirs) |
| Matthew Wilson       | 01-10-1977    | Australië     |                            |

## Teams

### 09.02.2005–13.02.2005:Ronde van de Middellandse Zee
11. Christophe Detilloux
12. Ian McLeod
13. Michaël Delage
14. Frédéric Finot
15. Philippe Gilbert
16. Thomas Lövkvist
17. Bradley McGee
18. Fabien Sanchez

### 02.07.2005–24.07.2005:Ronde van Frankrijk
171. Bradley McGee
172. Sandy Casar
173. Baden Cooke
174. Carlos Da Cruz
175. Bernhard Eisel
176. Philippe Gilbert
177. Thomas Lövkvist
178. Christophe Mengin
179. Francis Mourey
1997 · 1998 · 1999 · 2000 · 2001 · 2002 · 2003 · 2004 · 2005 · 2006 · 2007 · 2008 · 2009 · 2010 · 2011 · 2012 · 2013 · 2014 · 2015 · 2016 · 2017 · 2018 · 2019 · 2020 · 2021 · 2022 · 2023 · 2024 · 2025
Bouygues Télécom · Cofidis, Le Crédit par Téléphone · Crédit Agricole · Team CSC · Davitamon - Lotto · Discovery Channel Pro Cycling Team · Domina Vacanze · Euskaltel - Euskadi · Fassa Bortolo · La Française des Jeux · Team Gerolsteiner · Illes Balears - Caisse D'Espargne · Lampre - Caffita · Liberty Seguros - Würth Team · Liquigas - Bianchi · Phonak Hearing Systems · Quick Step - Innergetic · Rabobank · Saunier Duval - Prodir · T-Mobile Team